# らくのう青森農業協同組合
らくのう青森農業協同組合（らくのうあおもりのうぎょうきょうどうくみあい、略称：JAらくのう青森、らくのう青森農協）は2010年3月まで存在し、青森県上北郡野辺地町に本店を置く、主に酪農家を中心とした農業協同組合。
事業区域には本店を置く野辺地町のほか、青森市・弘前市・十和田市・上北郡の4町村（東北町・横浜町・七戸町の旧：天間林村域・六ヶ所村）・東津軽郡平内町と広がっている。
2010年4月1日をもって、上北地域3農協（とうほく天間・野辺地町・倉内地区酪農）と共に新設合併したゆうき青森農業協同組合の発足に伴って解散し、11年間の歴史に幕を下ろした。

## 沿革
- 1999年4月 - 北部上北・庄内・山吹の3農協が新設合併し、らくのう青森農業協同組合が発足。
- 2000年2月 - 青森県酪農農業協同組合連合会と合併。
- 2010年4月1日 - 当農協ととうほく天間・野辺地町・倉内地区酪農の3農協と共に新設合併してゆうき青森農業協同組合発足に伴い、解散。

## 店舗
店舗は本店のみである。
- 本店 - 上北郡野辺地町大月平33-1

## 主な作物
- 乳牛 など